# Mesembrius tuberculatus
Mesembrius tuberculatus är en tvåvingeart som först beskrevs av Enrico Adelelmo Brunetti 1907.  Mesembrius tuberculatus ingår i släktet Mesembrius och familjen blomflugor. Inga underarter finns listade i Catalogue of Life.